# Neolophonotus nigripes
Neolophonotus nigripes là một loài ruồi trong họ Asilidae. Neolophonotus nigripes được Ricardo miêu tả năm 1920. Loài này phân bố ở vùng nhiệt đới châu Phi.